# Марола (Ређо Емилија)
Марола је насеље у Италији у округу Ређо Емилија, региону Емилија-Ромања.
Према процени из 2011. у насељу је живело 136 становника. Насеље се налази на надморској висини од 785 м.